# Eduardo Aranda
Eduardo Aranda (n. 28 ianuarie 1985, Asunción, Paraguay) este un fotbalist paraguayan.
Între 2012 și 2015, Aranda a jucat 5 de meciuri pentru echipa națională a Paraguayului.

## Statistici
| Paraguay | Paraguay | Paraguay |
| An       | Meciuri  | Goluri   |
| -------- | -------- | -------- |
| 2012     | 1        | 0        |
| 2013     | 0        | 0        |
| 2014     | 0        | 0        |
| 2015     | 4        | 0        |
| Total    | 5        | 0        |